# Внайнаре
Внайнаре (на словенски: Vnajnarje) е село в Словения, регион Средна Словения, община Любляна. Според Националната статистическа служба на Република Словения през 2015 г. селото има 125 жители.